# Грін-Лейк (округ, Вісконсин)
Шаблон:StateAbbr_ 43°49′ пн. ш. 89°02′ зх. д. / 43.81° пн. ш. 89.04° зх. д.
 Грін-Лейк (англ. Green Lake County) — округ (графство) у штаті  Вісконсин. Ідентифікатор округу 55047.

## Історія
Округ утворений 1858 року.

## Демографія
За даними перепису 
2000 року 
загальне населення округу становило 19105 осіб, зокрема міського населення було 4798, а сільського — 14307.
Серед них чоловіків — 9407, а жінок — 9698. В окрузі було 7703 домогосподарства, 5322 родин, які мешкали в 9831 будинках.
Середній розмір родини становив 2,96.
Віковий розподіл населення поданий у таблиці:
| Стать    | До 15 років | 15-21 | 22-29 | 30-39 | 40-49 | 50-65 | 65-85 | Понад 85 |
| -------- | ----------- | ----- | ----- | ----- | ----- | ----- | ----- | -------- |
| Чоловіки | 1828        | 949   | 699   | 1301  | 1548  | 1574  | 1353  | 155      |
| Жінки    | 1812        | 847   | 633   | 1228  | 1490  | 1602  | 1701  | 385      |

## Суміжні округи
- Вошара — північ
- Віннебаґо — північний схід
- Фон-дю-Лак — схід
- Додж — південний схід
- Колумбія — південний захід
- Маркетт — захід

## Виноски
1. ↑  U.S. Decennial Census. United States Census Bureau. Архів оригіналу за 26 квітня 2015. Процитовано 4 серпня 2015.
2. ↑  Historical Census Browser. University of Virginia Library. Архів оригіналу за 11 серпня 2012. Процитовано 4 серпня 2015.
3. ↑  Forstall, Richard L., ред. (27 березня 1995). Population of Counties by Decennial Census: 1900 to 1990. United States Census Bureau. Архів оригіналу за 18 липня 2015. Процитовано 4 серпня 2015.
4. ↑  Census 2000 PHC-T-4. Ranking Tables for Counties: 1990 and 2000 (PDF). United States Census Bureau. 2 квітня 2001. Архів оригіналу (PDF) за 18 грудня 2014. Процитовано 4 серпня 2015.
5. ↑  State & County QuickFacts. United States Census Bureau. Архів оригіналу за 6 червня 2011. Процитовано 18 січня 2014.(англ.) Наведено за англійською вікіпедією.
6. ↑  American FactFinder. Бюро перепису населення США. Архів оригіналу за 26 лютого 2012. Процитовано 31 січня 2008.

| США | Це незавершена стаття з географії США. Ви можете допомогти проєкту, виправивши або дописавши її. |